# Augustasaurus
Augustasaurus es un género de reptiles sauropterigios acuáticos pertenecientes a Pistosauria, un clado que contiene varios plesiosaurios y sus parientes cercanos. Se creía que Pistosaurus y Augustasaurus eran los únicos miembros conocidos de la familia Pistosauridae. Sin embargo, algunos análisis del clado encontraron que Augustasaurus era un pistosaurio más avanzado, como un grupo hermano del orden Plesiosauria. La única especie conocida de Augustasaurus es Augustasaurus hagdorni , que se describió por primera vez en 1997.

## Etimología
La primera parte del nombre de Augustasaurus proviene de las montañas de Augusta, en el noroeste de Nevada, Estados Unidos, donde se descubrieron por primera vez sus huesos fósiles. La segunda parte del nombre es la palabra griega sauros ( σαυρος ), que significa " lagarto " o " reptil ". La especie tipo, Augustasaurus hagdorni , fue nombrada en honor del paleontólogo Hans Hagdorn .

## Descripción

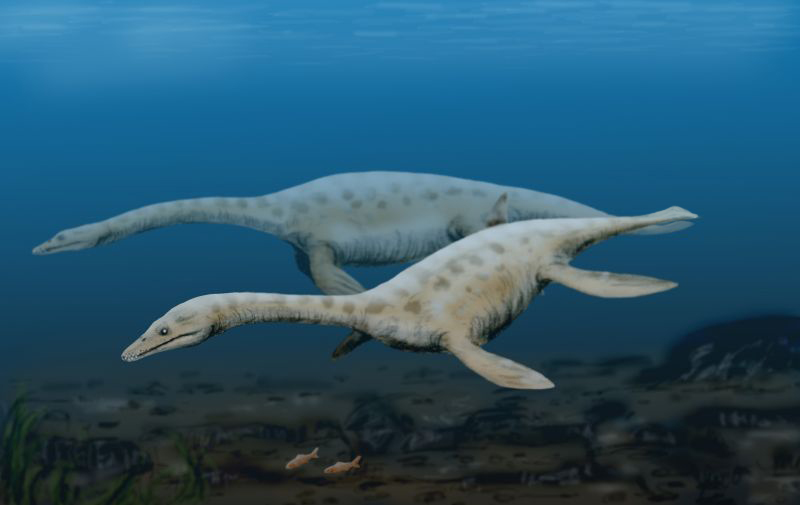
restauración de Augustasaurus hagdorni.

Los dorsales espinas neurales de Augustasaurus son bajos con rugosos tops. Sus coracoides son placas grandes similares a las de otros plesiosaurios. Sin embargo, el agujero coracoideo falta en Agustasaurus , de manera similar a los del Corosaurus pistosauroide. Sus costillas cervicales tienen proceso anterior, y como la mayoría de los plesiosaurios, las vértebras de Augustasaurus tienen "procesos transversales engrosados".

## Distribución
Augustasaurus es conocido de las montañas Augusta del noroeste de Nevada (Estados Unidos). El espécimen holotipo se encontró en la Formación Favret , que data de mediados del período Triásico, del condado de Pershing, Nevada.